# Hannes Kaljujärv

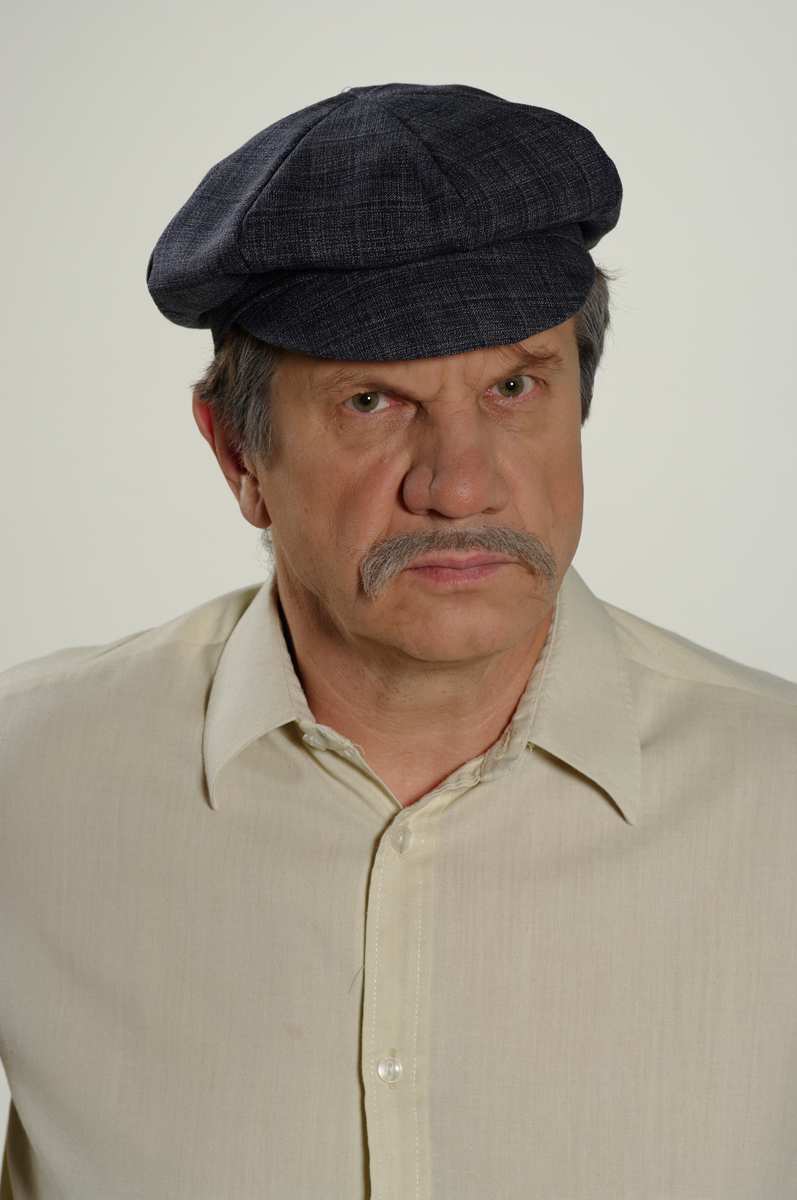
Hannes Kaljujärv

Hannes Kaljujärv (nascido a 4 de janeiro de 1957 em Tartu) é um actor estoniano.
Em 1979 formou-se na Universidade de Tartu com uma licenciatura em educação física ( em estoniano:  kehakultuuriteaduskond). Em 1979 ele também concluiu cursos no estúdio de estudos Vanemuine de Evald Hermaküla. Desde 1979 tem trabalhado no teatro Vanemuine. Além de papeis no palco, ele também participou de vários filmes.
Em 2013 foi premiado com a Ordem da Estrela Branca, IV classe. O seu filho é o actor Rasmus Kaljujärv.